# Liste bayerischer Hoflieferanten

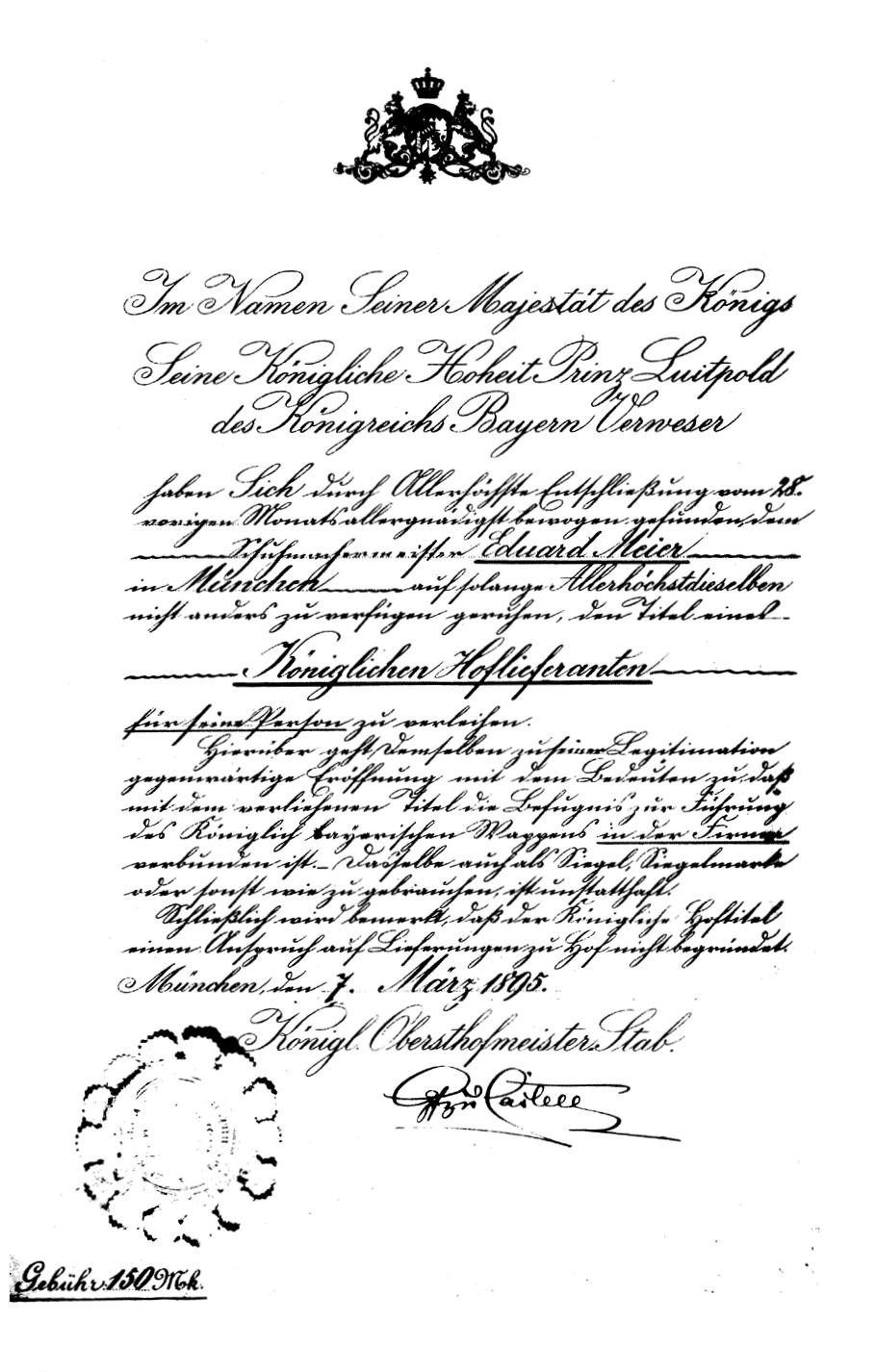
Hoflieferantendiplom an den Schuhmachermeister Eduard Meier vom 7. März 1895

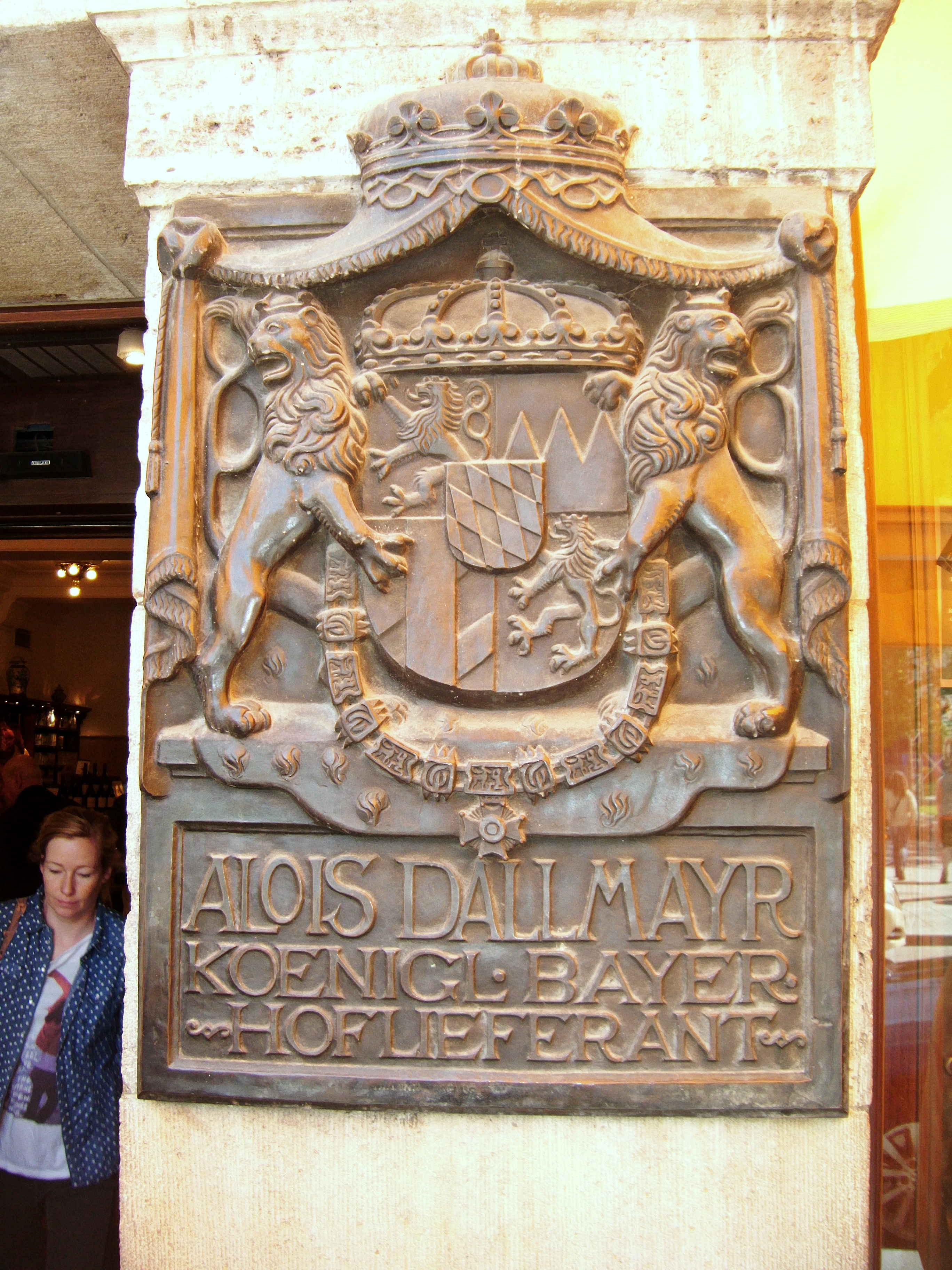
Bayerisches Hoflieferantenschild am Stammhaus Dallmayr in München

Die Königlich Bayerischen Hoflieferanten durften das mittlere Wappen Bayerns öffentlich führen

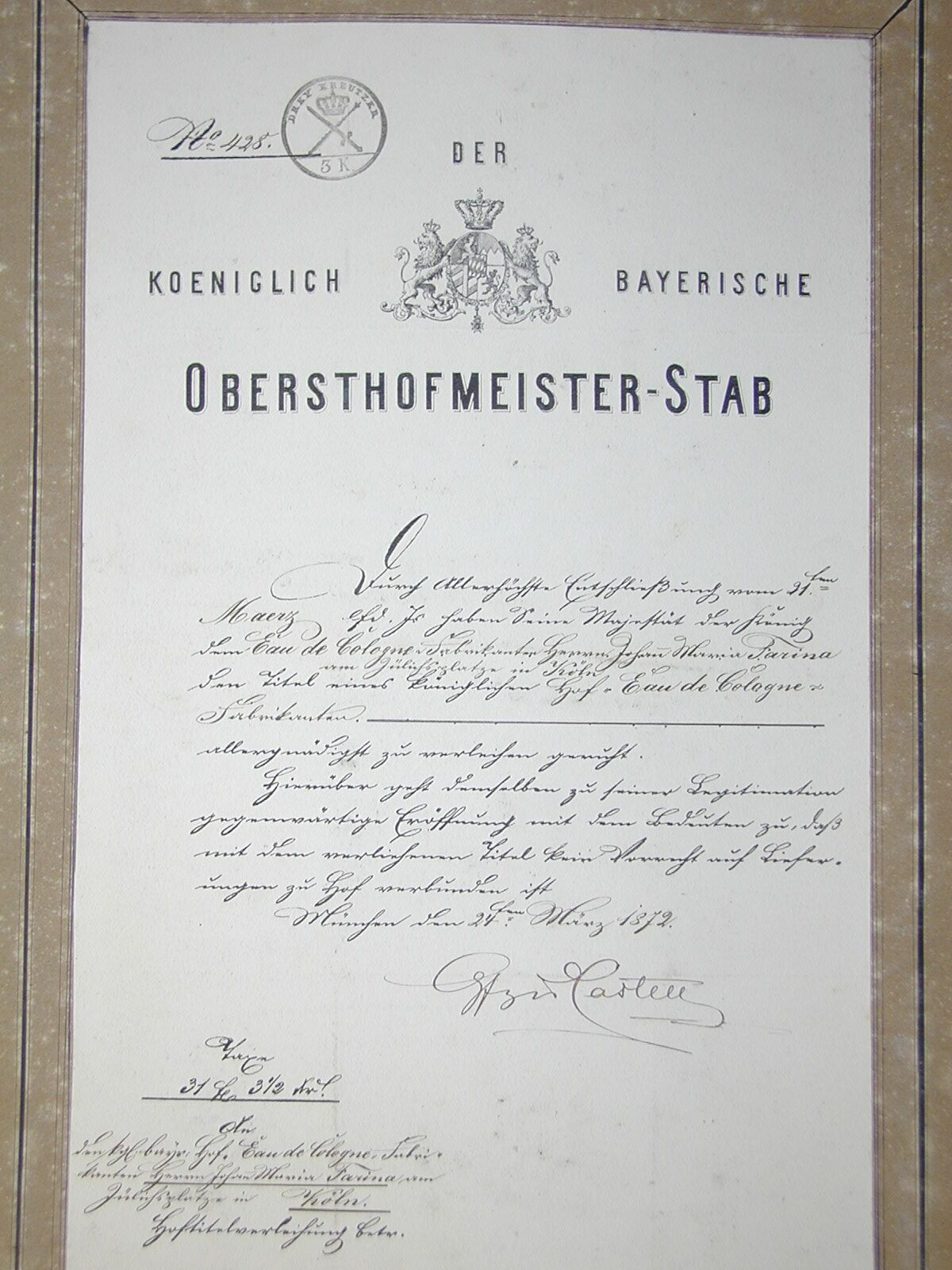
Hoflieferantendiplom von König Ludwig II. für Farina in Köln (1872)

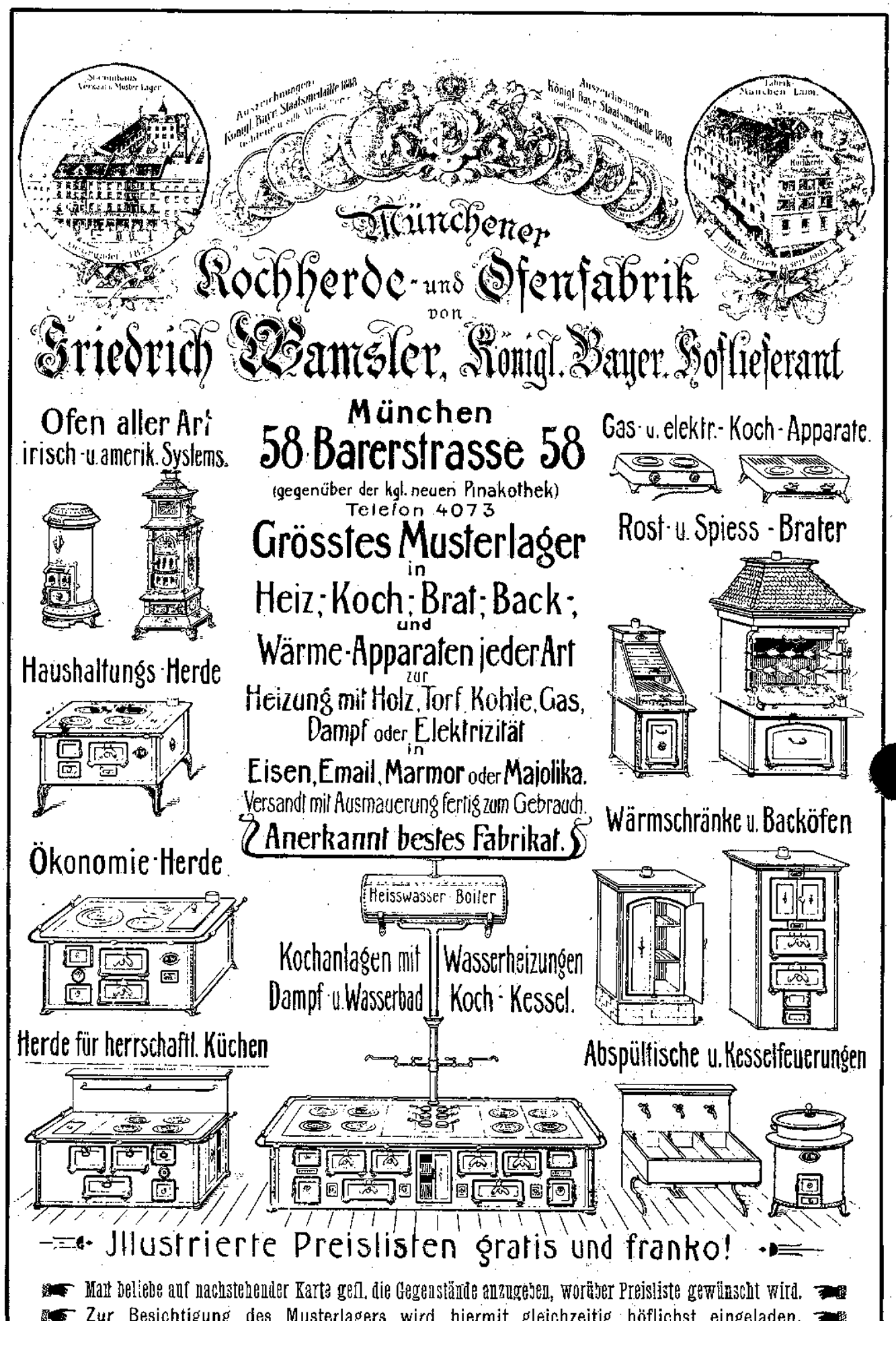
Alte Preisliste der Wamsler Herd- und Ofenfabrik mit dem Bayerischen Hoflieferanten-Wappen

Der Titel Königlich Bayerischer Hoflieferant wurde von den Bayerischen Königen sowie von Prinzregent Luitpold vergeben. Mit Erwerb des Titels hatten die Hoflieferanten die Ehre, das königliche Wappen zu führen und Mitglieder der Königlichen Familie laufend zu beliefern. Heutzutage geben diese Firmen an, „Produkte anzubieten, die auch die Gunst des Königs fänden“.
Auch die wittelsbachische Seitenlinie der Herzöge in Bayern verlieh den Hoflieferantentitel an Geschäfte bzw. Unternehmen ihrer Wahl. Öfter waren die Firmen sowohl königliche als auch herzoglich bayerische Hoflieferanten und verwandten diese doppelte Ehre auch zur Reklame.

## Königlich bayerische Hoflieferanten
Diese unvollständige Liste der offiziellen Hof-Titelträger ist alphabetisch nach Nachnamen sortiert.
- F. A. Ackermanns Kunstverlag – Königlich Bayerischer Hoflieferant seit 1879 (Adresse: München, Boschetsrieder Straße 59)[2]
- Leonhard Baeumcher und Carl Anton Baeumcher, Fa. Baeumcher & Co. – Gummi- und Guttaperchawarenhandlung; sie waren auch Kgl. Sächsische Hoflieferanten und Hoflieferanten im Großherzogtum Mecklenburg-Schwerin (Adresse: Dresden, Wilsdruffer Straße 2 und Seestraße 2)[3]
- Barbarino & Kilp, kgl. Bayer. & Großherzogl. Toskan. Hoflieferanten, vormals Georg Ostermaier, München[4]
- Ludwig Beck (Adresse: Marienplatz 11)
- V. Berdux Pianoforte-Fabrik – Königlich Bayerischer Hoflieferant
- Königliche Hofglasmalerei J. P. Bockhorni, München[5]

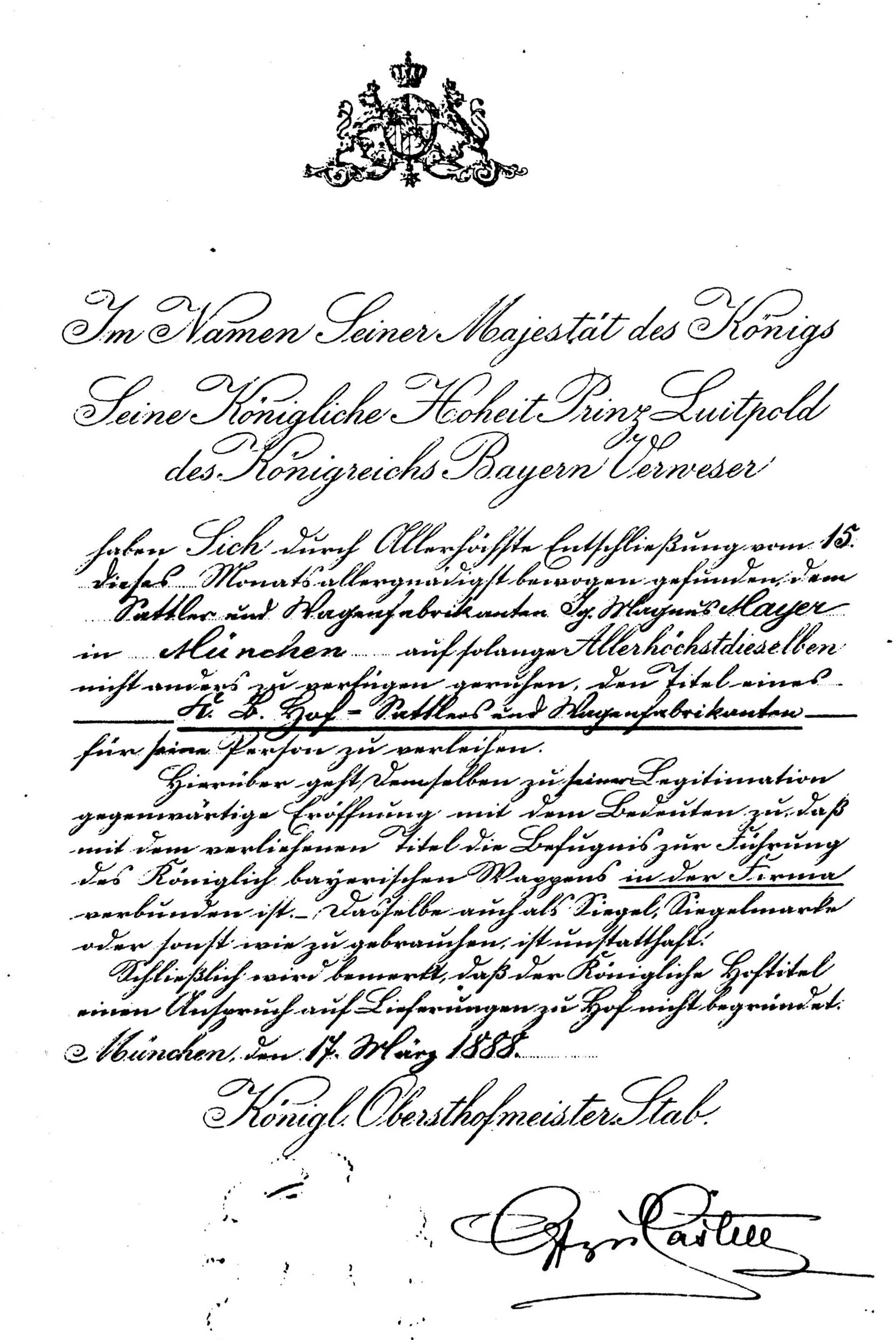
Verleihungsurkunde – Ignaz Magnus Mayer für den Hoftitel K.B. Sattler- und Wagenfabrikant vom 17. März 1888

- Verleihungsurkunde – Ignaz Magnus Mayer für den Hoftitel K.B. Sattler- und Wagenfabrikant vom 17. März 1888Parfümerie Brückner-Bublitz – Königlich bayerischer Hoflieferant seit 11. März 1905[6]
- Bürstenfabrik Geschwister Bruckmayer – Königlich Bayerischer Hoflieferant 1900–1991[7]
- Heinrich Cohen – Königlich bayerischer Hoflieferant seit 1821 (Kurzwaren und Mode), arisiert 1937[8]
- Dallmayr – Königlich Bayerischer Hoflieferant (Adresse: Dienerstraße 14–15)
- Develey Senf & Feinkost – Königlich Bayerischer Hoflieferant seit 1874
- Albert Diesbach – Möbelfabrikation, München (Albert Diesbach G.m.b.H., gegr. 1901, HRB 64303, Adresse: Theatinerstraße 51)
- Joseph Eilles – Königlich Bayerischer Hoflieferant seit 1873 (Adresse: Residenzstraße 13)
- Heinrich Georg Erbshäuser – Königlich Bayerischer Hoflierant (Konditorei und Chocoladefabrik)
- Kaspar Faber – „Charcutier“ (Schweinemetzger) in Bad Kissingen (Oberer Markt, heute: Obere Marktstraße), stellte seit Geschäftsübernahme im Jahr 1898 fünfzehn Wurstsorten und zwei Schinkensorten her, die seinen Kunden derart mundeten, dass die kurende Obrigkeit ihn alsbald zum Königlich Bayerischen Hoflieferant ernannte[9]
- Farina gegenüber – Königlich Bayerischer Hoflieferant von SM König Ludwig II., 1872, und von SM König Otto, 1894 (Eau de Cologne), Köln
- Josef Feinhals – Zigarren und Tabakhandel – Königlich Bayerischer Hoflieferant ab ca. 1903 (Adresse: Köln, Hohe Straße 63)
- Franz Fischer & Sohn – Tapetenfabrik, königlich Bayerischer Hoflieferant, gegr. 1825 (Adresse: Residenzstraße 23)[10]
- August Graf – Buch-, Papier- und Schreibwaren-Handlung, Buchbinderei, Landau in der Rheinpfalz, Königlich Bayerischer Hoflieferant seit 1903
- Franz Grainer – Königlich Bayerischer Hoffotograf, München
- Bäckerei Haverland, Soest, Königlich Bayerischer Hoflieferant (Pumpernickel)
- Heiden – Hofgoldschmied (Adresse: Kardinal-Faulhaber-Straße 14A)[11]
- J. Heimhuber – Königlich Bayerischer Hofphotograph, Sonthofen
- L. Heiner – k.u.k. Hofzuckerbäcker (Adresse: 1010 Wien, Wollzeile 9), Königlich Bayerischer Hoflieferant seit 1899
- Gebrüder Hemmerle – Orden und Juwelen
- Otto Hierneis – Bekleidung seit 1859 (Adresse: Marienplatz 2)
- Theodor Hierneis – Delikatessen, München
- Theodor Hilsdorf – Fotograf, München[12]
- Honsell – Königlich Bayerischer Hoffriseur
- Andreas Huber – Königlich Bayerischer Hofuhrenlieferant (Adresse: Residenzstraße 11)[13]
- Otto Jordan – Herrenwäsche-Fabrikant, München
- Kaut-Bullinger – Königlich Bayerischer Hoflieferant seit 1894 (Adresse: Rosenstraße 8)
- Kondrauer Mineralwasser – Königlich Bayerischer Hoflieferant, Waldsassen
- Lewandowski Miederwaren – Bayerischer Hoflieferant (nicht königlich, weil Frauenwäsche) für Königin Marie Therese, Prinzessin Adalbert von Bayern, Prinzessin Ludwig Ferdinand von Bayern und Infantin María Eulalia von Spanien. Zur Zeit des Nationalsozialismus wurden die Jüdisch-stämmigen Lewandowski enteignet, was auch das Ende für deren eigene Miederwarenherstellung blieb. Ein Geschäft, das nur noch den Namen trägt (keine Produktion) ist bis heute am Sendlinger Tor (Sendlinger Straße 62) zu finden. Es wird allerdings nicht mehr von Nachkommen der Lewandowskis geführt. Das originale Kaufhaus stand einst am Marienplatz.[14]
- Marstaller – Koffer, Taschen, Lederwaren (Adresse: Pacellistraße 2–4)
- K. Hofsattler und Hofwagenfabrik Johann Michael Mayer – K. Hofsattler seit 1864, K. Hofsattler und Hofwagenfabrikant seit 1874, bestätigt 1888
- Mayer’sche Hofkunstanstalt – Werkstätten für Glasgestaltung und Mosaik, von Joseph Gabriel Mayer 1847 gegründet, 1882 von König Ludwig II. zur „Königlichen Hofkunstanstalt“ ernannt (Adresse: Seidlstraße 25)[15]
- Johann Mehltretter – Königlich-Bayerischer und Herzoglich-Bayerischer Hoflieferant,  Militäruniformen, Wurzerstrasse 13
- Eduard Meier – Schuhmacherei seit 1596, Königlich Bayerischer Hoflieferant seit 1895 (Adresse: Brienner Straße 10)
- Moradelli (Lochblechhersteller) – Königlich-Bayerischer Hofschlosser seit 1870 (Adresse: Kirchheim bei München, Daimlerstraße 1)
- Sport Münzinger seit 1892 (Adresse: Marienplatz 8; gehört seit 2003 zur Schuster Gruppe)[16]
- Carl Oehring – Königlich-Bayerischer Hofgraveur (Adresse: Löwengrube 1)[17]
- Sektkellerei J. Oppmann, Würzburg
- Carl Theodor Plessing, Inhaber der Lübecker Weinfirma „W. Stolterfoht“ und ab 1884 zum „kgl. bayr. Konsul in Lübeck“, 1910 Generalkonsul, ernannt
- Porzellanmanufaktur Nymphenburg
- Fr. Ant. Prantl (Franz Anton) – Druck-, Papier- und Lederwaren, gegr. 1797, Königlich Bayerischer Hoflieferant (Adresse: Amiraplatz 3)
- Joseph Radspieler – Raumausstattungen (Adresse: Hackenstraße 7)
- P. Rath – Karl Rothmüller – Königl. Bayer. Hofjuwelier seit 1908 (Adresse: Brienner Straße 10)
- A. Riccius, Hofkürschner
- Roeckl – Handschuhe, München
- Rosner & Seidl, Bett- und Tischwäsche, gegründet 1873 von Friedrich Rosner und Mathias Seidl, Dienerstraße 21 (letzte Inhaberin Ruth Rosner bis 1988)[18]
- Confiserie Rottenhöfer – (Adresse: Residenzstraße 25–26)
- Schachinger – Farben und Künstlerbedarf (Adresse: Josephspitalstraße 6)
- M. Schambeck – Uniformen (Adresse: Theatinerstr. 17, München)
- Franz Scheiner – Königlich Bayerischer Hoflieferant (Militär-Formularien-Verlag)
- Louis Schmetzer & Co. – Königlich Bayerische Hof-Holzwaren- und Kindermöbelfabrik
- Christian Schmid – Königlich Bayerischer Hofbuchbinder
- Anton Seidl – Königlich Bayerischer Hoflieferant (Bäckerei, gegr. 1799)
- Hermann Spitta – Lebkuchenfabrik Neumarkt i. d. OPf., Königlich Bayerischer Hoflieferant, 1887[19]
- Hofjuwelier und Goldschmiede – Carl Thomass – Königlich bayerischer Hofjuwelier seit 1899 (Adresse: Marienplatz 1)
- Wilhelm Vogt – Königlich Bayerischer Hof-Uhr- und Taschen-Chronometermacher, München
- Julius Wallach – Königlich Bayerischer Hoflieferant seit 1910, das Trachtengeschäft Wallach wurde im Jahr 1900 gegründet.[20]
- Friedrich Wamsler – Königlich Bayerischer Hoflieferant, Kochherdfabrik und erster transportabler Sparherd, 1875. In der Wamsler Chronik findet sich folgender Satz: Auch bei „Sr. Königlichen Hoheit, bei Fürsten, Prinzen und allen Adeligen gab es bald keine Küche ohne Wamsler Herde.“ (Adresse: 85737 Ismaning bei München, Adalperostraße 86)[21]
- Moses Tobias Wetzlar – Hoflieferant Seiner Königlichen Hoheit Kronprinz Rupprecht von Bayern (Adresse: Maximilianstraße 2)[22][23]
- Max Zechbauer Tabakwaren und Zigarren (seit 1830), Königlich Bayerischer Hoflieferant seit 1886 (Adresse: Residenzstraße 10)[24]
- Edmund Zimmermann, Gründer der Fleischwerke Zimmermann (seit 1894), Königlich Bayerischer Hoflieferant seit 1906 (Adresse: 86470 Thannhausen, Edmund-Zimmermann-Straße 29)[25]

## Herzoglich bayerische Hoflieferanten

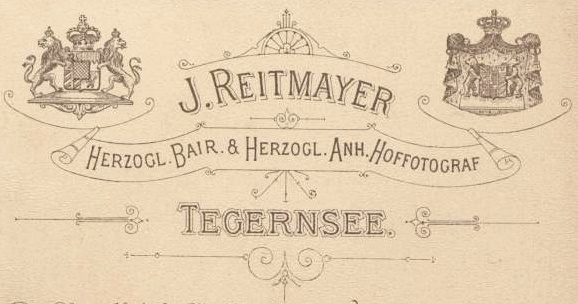
Reklame-Rückseite eines Fotos aus dem Atelier Josef Reitmayer, Tegernsee, Herzoglich Bayerischer und Herzoglich Anhaltischer Hoffotograf

- Ambros Brütting Bräu, Bad Staffelstein[26]
- Freudenberger, Auto-Glaserei, München[27]
- Josef Hauser, München, Leonrodstraße 7, Zitherfabrikant und Musikhaus[28]
- Josef Oppmann, Würzburg, Sektkellerei[29]
- Joseph Reitmayer, Fotoatelier, Tegernsee[30]